# Dalila Nesci
Dalila Nesci (Tropea, 23 settembre 1986) è una politica italiana.
È stata deputata alla Camera nella XVII e XVIII legislatura della Repubblica Italiana, eletta con il Movimento 5 Stelle per poi seguire la scissione di Luigi Di Maio in Insieme per il futuro nel 2022, oltreché sottosegretaria di Stato per il sud e la coesione territoriale nel governo Draghi.

## Biografia
Nata il 23 settembre 1986 a Tropea, in provincia di Vibo Valentia, dopo aver conseguita la maturità classica, nel 2014 si laurea in giurisprudenza presso l'Università degli Studi "Mediterranea" di Reggio Calabria. Di professione è giornalista pubblicista e addetta stampa.

## Attività politica
Fin dal 2009 partecipa alle attività del Movimento 5 Stelle (M5S) nel meetup di Reggio Calabria.
In vista delle elezioni politiche del 2013, partecipa alle "Parlamentarie" dei 5 Stelle (consultazione online per le candidature al parlamento), dove viene selezionata per essere candidata come prima in Calabria per la Camera dei deputati con 74 voti. Alle politiche 2013 viene candidata alla Camera, tra le liste del M5S come capolista nella circoscrizione Calabria, venendo eletta deputata a soli 26 anni. Nella XVII legislatura della Repubblica è stata componente della 14ª Commissione Politiche dell'Unione Europea (2013-2016), della quale è stata vicepresidente dal gennaio al luglio del 2015, e della 12ª Commissione Affari sociali (2016-2018), della quale è stata capogruppo per il M5S dal 2017.

### Rielezione alla Camera
Alle elezioni politiche del 2018 viene ricandidata alla Camera nel collegio uninominale Calabria - 06 (Vibo Valentia), sostenuta dal Movimento 5 Stelle, dove ottiene il 32,48% dei voti ma viene superata da Wanda Ferro del centro-destra (35,82%). Viene comunque rieletta deputata, in quanto candidata dal M5S come capolista nel collegio plurinominale Calabria - 02. Nel corso della XVIII legislatura è stata componente della 12ª Commissione Affari sociali e della Commissione parlamentare antimafia, istituita con una legge (l. n. 99/2018) di cui è stata relatrice.

### Sottosegretaria per il sud e la coesione territoriale
Il 25 febbraio 2021 viene indicata come sottosegretaria di Stato per il sud e la coesione territoriale nel governo Draghi, nominata dal Consiglio dei Ministri il 1º marzo.
Il 21 giugno 2022 segue la scissione di Luigi Di Maio dal Movimento 5 Stelle, a seguito dei contrasti tra lui e il presidente del M5S Giuseppe Conte, per aderire a Insieme per il futuro (Ipf).
Alle elezioni politiche anticipate del 25 settembre 2022 viene ricandidata alla Camera per la lista elettorale di Ipf Impegno Civico - Centro Democratico (IC-CD), sia nel collegio uninominale Calabria - 04 (Vibo Valentia), sostenuta dalla coalizione di centro-sinistra in quota IC-CD, che nei collegi plurinominali Calabria - 01 in seconda posizione, Sicilia 1 - 01 in terza posizione, Puglia - 02 e Sardegna - 01 in quarta posizione; tuttavia non risulterà eletta né nel plurinominale, per via del risultato pessimo a livello nazionale di IC-CD che non supera la soglia di sbarramento (del 3%), né nell'uninominale, venendo sconfitta in larga misura dal candidato del centro-destra Giovanni Arruzzolo e superata dal candidato del Movimento 5 Stelle Riccardo Tucci, ottenendo il 15,46% dei voti contro il 48,81% di Arruzzolo e il 21,96% di Tucci.